# Le Jeu de Don Cristóbal
Pour les articles homonymes, voir Cristobal.
Le Jeu de Don Cristóbal (en espagnol : Retablillo de Don Cristóbal) est une farce pour marionnettes écrite par le dramaturge Federico García Lorca (1898-1936).

## Historique
La pièce est composée en 1931 et présentée pour la première fois au public le 11 mai 1935 à Madrid.
Le personnage principal, Don Cristóbal, apparaît également dans la pièce de Lorca Le Guignol au gourdin (1931). Lorca s'investit personnellement dans la production, mais doit en même temps s'occuper de la troupe de théâtre de La Barraca, projet destiné à populariser le théâtre dans les régions d'Espagne sous la Seconde République. Il est assassiné l'année suivante par les nationalistes, en août 1936, durant la guerre d'Espagne.
La pièce est devenue une référence dans le spectacle de marionnettes.

## Synopsis
La pièce se joue en un seul acte. Le vieux Don Cristóbal se prétend médecin, propose des traitements médicaux extravagants, et en profite pour influencer son entourage et notamment séduire la jeune Rosita.

## Personnages
- Le directeur du spectacle
- Le Poète
- Don Cristóbal (le prétendu médecin)
- Le Patient
- Rosita, qui veut demeurer une femme libre[4].